# Passo de Camaragibe
Passo de Camaragibe là một đô thị ở bang Alagoas, Brasil. Dân số năm 2004 ước tính là 13.583 người.